# Język serrano
Język serrano (Maarrênga'twich) – język należący do uto-azteckiej rodziny językowej. Był używany przez Indian z plemienia Serrano. W 2007 roku pewną jego znajomość miała niewielka grupa osób w podeszłym wieku. Ostatnia osoba biegle posługująca się tym językiem (Dorothy Ramon) zmarła w 2002 roku. Po jej śmierci próbowano ożywić ten język.
Jest językiem aglutynacyjnym.